# Zoltán Beke
Zoltán Beke, né le 30 juin 1911 à Fehértemplom en Autriche-Hongrie (aujourd'hui en Serbie) et mort le 9 mars 1994 à Timișoara en Roumanie, est un joueur et entraîneur de football roumain d'origine hongroise.

## Biographie
En tant qu'attaquant, il fait partie de l'équipe qui dispute la coupe du monde 1934 avec l'équipe de Roumanie, mais il ne joue aucun match.

## Palmarès
- Championnat de Roumanie (4) : 1932-1933, 1934-1935, 1935-1936, 1937-1938
- Coupe de Roumanie (3) : 1933-1934, 1935-1936, 1942-1943
- Finaliste de la Coupe de Hongrie (1) : 1943-1944